# Dezso Kováts
Dezső Kováts (n. 1941 ) es un botánico húngaro.

## Algunas publicaciones

### Libros
- 1993. The fauna of the Kiskunság National Park in the Danube-Tisza Mid-Region of Hungary. 1. Flowering plants. Ed. J. Szujkó-Lacza. Ed. Magyar Természettudományi Múzeum, 469 pp. ISBN 9637093192

## Honores

### Eponimia
- (Brassicaceae) Noccaea kovatsii (Heuff.) F.K.Mey.[1]

- (Salicaceae) Salix kovatsii Kern.[2]

- (Tiliaceae) Tilia × kovatsii Hulják & J.Wagner[3]

- La abreviatura «D.Kováts» se emplea para indicar a Dezso Kováts como autoridad en la descripción y clasificación científica de los vegetales.[4]